# Don’t Wanna Love You
A Don’t Wanna Love You című dal Shanice 1992-ben megjelent kislemeze, mely a Boomerang című film egyik betétdala. A dal önálló kislemezen nem jelent meg, csupán a filmzenealbumra került fel.

## Slágerlista
| Slágerlista (1992)          | Legjobb helyezés |
| --------------------------- | ---------------- |
| Billboard Hot 100           | 58               |
| Billboard Hot R&B / Hip-Hop | 57               |